# In Chang-soo
In Chang-soo (* 23. November 1972) ist ein ehemaliger südkoreanischer Fußballspieler und heutiger -trainer mit argentinischen Pass. Er verbrachte seine Karriere in Argentinien. Er spielte zuletzt für den Verein Platensa. Aktuell steht er als 2. Co.-Trainer bei Seoul E-Land FC unter Vertrag.

## Karriere als Spieler

### Spielerkarriere
In Chang-soo fing seine Karriere als Spieler beim Halbprofiverein E-Land Puma FC an. Von 1994 bis 1995 stand er dort als Spieler unter Vertrag. Danach ging er nach Argentinien, wo ihn Sacachispas FC aus der Primera B unter Vertrag nahm. Im darauffolgenden Jahr, wechselte er zu Deportivo Riestra in die Primera B Nacional. 1998 wechselte er zu Estudiante de Ruhan. 1999 nahm ihn der Verein Platensa unter Vertrag. Nach Saisonende beendete er seine Karriere als Aktiver Spieler.

## Karriere als Trainer
2006 nahm ihn der Verein Ansan Halleluhja FC als Co.-Trainer unter Vertrag. Bis 2007 konnte das Trainerteam mit den Spielern allerdings keine Erfolge verzeichnen. 2008 übernahm er den Interimsposten. Unter ihm konnte der Verein überraschenderweise den Ligapokal 2008 gewinnen. Im Verlauf der Saison wurde er allerdings wieder ersetzt, da in der Liga keine Erfolge verzeichnen konnte. 2009 konnte er und das Trainerteam mit der Mannschaft den Gewinn des Queen’s Cup feiern. Bis 2012 konnte allerdings der Trainerstab mit den Spielern keine weiteren Erfolge verzeichnen. 2013 verließ er den Verein in Richtung K3 League zu dem FC Pocheon. Dort konnte er auf Anhieb mit dem Team die K3 League gewinnen. 2014 stand er mit seinem Team im Liga-Finale, unterlag dort aber Hwaseong FC und erreichte nur die Vizemeisterschaft. 2015 konnte er erneut die Liga mit seiner Mannschaft gewinnen.
2016 wechselte er zum Profiverein Seoul E-Land FC und wurde dort Co.-Trainer. Am 15. Juni 2016 übernahm er von Trainer Martin Rennie Interimsweise den Trainerposten, musste ihn allerdings 9 Tage später am 24. Juni 2016 wieder an Park Kun-ha abgeben. Am 19. November 2017 übernahm er nach den Rücktritt von Kim Byeong-su den Trainerposten. Mit dem Verein konnte er in seiner ersten Spielzeit keine Erfolge feiern. Im Korean FA Cup 2018 scheiterte der Trainer mit seiner Mannschaft schon überraschenderweise in der 3. Hauptrunde an der Korea University mit 1:3 im Elfmeterschießen. In der Liga lief es nicht besser. Das Team kam nicht über den letzten Tabellenplatz hinaus und wurde nur 10. Platzierter. Aufgrund der schlechten Saison zog sein Arbeitgeber die Reißleine und entließ ihn.

## Erfolge
- 1× Ligapokal-Sieger: 2008
- 1× Queen’s-Cup-Gewinner: 2009
- 2× K3-League-Gewinner: 2013, 2015